# 法阿
法阿（Faʻaʻā，亦作Faaa或Faaʻā，發音：[fa.ʔa.ˈʔaː]）是法国海外集体法屬玻里尼西亞向风群岛行政区的一个市镇，位于大溪地島，是法属波利尼西亚首府帕皮提的郊区。2022年，法阿人口为29,826人，是法属波利尼西亚和塔希提岛人口最多的市镇。

## 地理
法阿（17°33'S, 149°36'W）面积34 平方千米，位于法国海外集体法屬玻里尼西亞向风群岛的大溪地島。
与法阿接壤的市镇包括：帕皮提、皮拉埃、普纳奥亚。

## 行政
法阿的邮政编码为98704，INSEE市镇编码为98715。

## 政治
法阿的现任市长为奥斯卡·特马鲁（Oscar Temaru）先生，他自1983年以来一直担任此职务。

## 人口
法阿于2022年时的人口数量为29,826人。